# Dive to Blue
«Dive to Blue» es el noveno sencillo de la banda japonesa L'Arc~en~Ciel, fue lanzado apenas un mes después de su álbum Heart, y fue el primero de una larga lista de lanzamientos comprendidos entre 1998 y 1999. La canción principal, fue el tema de apertura del programa de la NTV Tokusou! Geniou Police-kun y también del anuncio de la marca de telefonía móvil NTT Personal Kansai.
En 2006 los primeros 15 sencillos de la banda fueron reeditados en formato de 12cm y no el de 8cm original. 

## Lista de canciones
| N.º | Título                            | Letras | Música | Duración |  |
| 1.  | «Dive to Blue»                    | Hyde   | Tetsu  |          |  |
| 2.  | «Peeping Tom»                     | Hyde   | Hyde   |          |  |
| 3.  | «Dive to Blue (hydeless version)» |        | Tetsu  |          |  |